# Aksha
Aksha fou un llogaret de Núbia, 5 km al nord de Serra, proper a l'antiga Buhen, a la riba oest del Nil, on els antics egipcis van construir un temple.
El llogaret va ser cobert per les aigües del Llac Nasser el 1964. S'hi havien fet algunes exploracions però la manca de temps no va permetre excavar tota la zona. En part, el temple va ser desmuntat i reconstruït al Museu Nacional del Sudan.
El temple, fundat per Ramsès II, amb pintures de qualitat inferior a altres, fou dedicat a església durant l'època cristiana. Al costat (al sud) hi havia una fortalesa í una ciutat de temps de Seti I. També s'hi van trobar una necròpolis meroítica i una necròpolis de la cultura de Ballana.